# 報復社会
「報復社会」（ほうふくしゃかい、中国語: 报复社会、バオフシャーフイ）は、中国語で「社会への報復」を意味する語句。「社会性報復」ともいう。2024年秋に、広東省珠海市や江蘇省無錫市など中華人民共和国各地で無差別殺傷事件が連続して発生したことを契機に、インターネット上での検索頻度が急増した。
一連の事件に関連して、「私憤を社会にぶつけ事件を起こした」といった趣旨の書き込みがネット上に見られたことも報じられた。
中国当局は、一連の事件に関する情報が広がることを懸念し、SNS等に対する規制をしているようだと報じられた。
一連の事件の背景に、中国経済の低迷による若者の失業率が高さや、社会の閉塞感があるとする見方もあり、「報復社会」、つまり社会に対する不満を抱えている者が「社会への報復」として、無差別に攻撃を加えるといった事情があるとする論評などがなされた。例えば、現代中国研究を専門とする社会学者である阿古智子は、経済の悪化、生活の困窮に加え、言論統制など自由が抑圧される中国社会の状況を踏まえ、「そこで爆発してしまうというか、"社会的な報復" という側面があるんじゃないかなと思います」と述べている。

## 韓国における「報復社会」
中国において「報復社会」という言葉が広がる以前の2010年代から、大韓民国では、異なる意味で「報復社会（보복사회）」が用いられていた。これは、韓国社会において、誰かに何らかの迷惑行為などの被害を受けたと考えた者が、警察や司法のような公的な手段に委ねるのではなく、時に殺人にも至る直接的な暴力や、ネット上にプライバシーを晒すといった、リンチに通じる私的な方法でこれに報復しようとする行為が横行している状況を捉えた表現であり、「ヘル朝鮮」といった表現とも関連付けながら様々な論評がなされている。
『アジア経済新聞（아시아경제신문）』は、国家安全委員会の資料を踏まえ、韓国における報復犯罪が、2010年代前半に倍増したと報じた。また、『大田日報（대전일보）』は、報復犯罪の増加の背景には、被害者や証人などを保護する仕組みが脆弱なことを指摘した上で、専門家の間には、報復を恐れる被害者らがいることを踏まえると、韓国における犯罪件数は、公式な統計の値より、およそ18倍も多いと見積もる見解もあることを紹介している。
このように「報復社会」と化した韓国社会の状況は、2016年の映画『新感染 ファイナル・エクスプレス（부산행）』や、チェ・ギュソク（崔圭碩）の
ウェブトゥーン『地獄（지옥）』などに活写されているとされる。

## 日本における「社会への報復」
ひろゆき（西村博之）は、「テロ行為や無差別殺人事件が目立」つという日本における状況を前提に、「社会への報復」について、逮捕も死刑も恐れない「無敵の人」の存在があることを踏まえ、「社会との信頼関係」が壊れて社会全体に攻撃が向く背景に、「自分には生きる価値がない」といった「孤立感が「社会から阻害されていること」への復讐心に変わると、社会への報復が起こ」ると指摘している。